# Malcolm Hunter
Malcolm Wesley Hunter (* 23. Mai 1950 in Hackney, Vereinigtes Königreich) ist ein ehemaliger kanadischer Skilangläufer.
Hunter, der für die Ottawa Racers startete, kam bei den Nordischen Skiweltmeisterschaften 1970 in Štrbské Pleso auf den 47. Platz über 15 km und auf den 44. Platz über 30 km. Zwei Jahre später belegte er in Sapporo bei seiner einzigen Teilnahme an Olympischen Winterspielen den 45. Platz über 15 km, den 43. Rang über 30 km und zusammen mit Fred Kelly, Roger Allen und Jarl Omholt-Jensen den 13. Platz in der Staffel.